# Constantinopol
Constantinopol (greacă Κωνσταντινούπολις, Κωνσταντινούπολη – Konstantinoúpolis, Konstantinoúpoli; latină Constantinopolis; turcă otomană قسطنطینیه, Kostantiniyye; acum turcă İstanbul) a fost capitala Imperiului Roman de Răsărit, Imperiului Latin și Imperiului Otoman. A fost fondat în anul 330 d.Hr. de către împăratul roman Constantin cel Mare, pe locul vechii colonii grecești Byzantion („Bizanț”, ce data din secolul al VII-lea î.Hr.), care a stabilit aici noua capitală a Imperiului Roman. Numele acestei noi capitale a fost inițial Nova Roma („Noua Romă”), dar ulterior s-a încetățenit numele Konstantinoúpolis („orașul lui Constantin”). 
În secolul al XII-lea Constantinopolul era cel mai mare și cel mai bogat oraș din Europa. În timpul celei de-a patra cruciade din 1204 el a fost ocupat și jefuit de cruciații apuseni, dar a fost ulterior eliberat de forțele Imperiului de la Niceea conduse de Mihail al VIII-lea Paleologul în 1261. 
Sultanul otoman Mahomed al II-lea a cucerit Constantinopolul la 29 mai 1453, după un asediu de două luni. Ultimul împărat bizantin, Constantin al XI-lea Paleologul, a murit în luptă, încercând în zadar să apere zidurile cetății. Orașul a rămas capitala Imperiului Otoman până la destrămarea acestuia în 1922.

## Denumire
Orașul a fost fondat inițial ca o colonie greacă sub numele de Bizanț, în secolul al VII-lea î.Hr. Acesta a luat numele de Konstantinoupolis („orașul lui Constantin”, Constantinopol), după ce împăratul roman Constantin I a schimbat capitala imperiului de la cea istorică, Roma, la Bizanț în anul 330 d.Hr. și a desemnat noua capitală Nova Roma sau „Noua Romă”. Denumirea modernă a orașului dată de turci, Istanbul, provine de la fraza greacă eis tin polin (εις την πόλιν), care înseamnă „în oraș”. Această denumire s-a folosit în limba turcă împreună cu Kostantiniyye, o adaptare mai formală a originalului Constantinopol. S-a numit Constantinopol până în secolul al 20-lea, de-a lungul perioadei existenței legilor otomane, în timp ce cea mai mare parte a limbilor occidentale au continuat să se refere la oraș ca Constantinopol până în secolul al 20-lea. După crearea Turciei în 1923, guvernul turc a început să se opună în mod oficial utilizării denumirii de Constantinopol în alte limbi și a cerut ca să se folosească un nume comun pentru oraș.
În limba română veche Constantinopolul era denumit Țarigrad, adică „Cetatea Împăratului” sau a „Cezarului”, cu referire la faptul că până în anul 1453 Constantinopolul a fost reședința Imperiului Roman de Răsărit. Numele Țarigrad a pătruns pe filieră slavonă. Constantinopol este o adaptare la fonetica limbii române a cuvântului Konstantinoupolis, care în limba greacă înseamnă „Orașul lui Constantin”.

## Istorie

### Perioada antichității târzii și epoca bizantină

#### Constantinopolul și Imperiul Roman de Răsărit

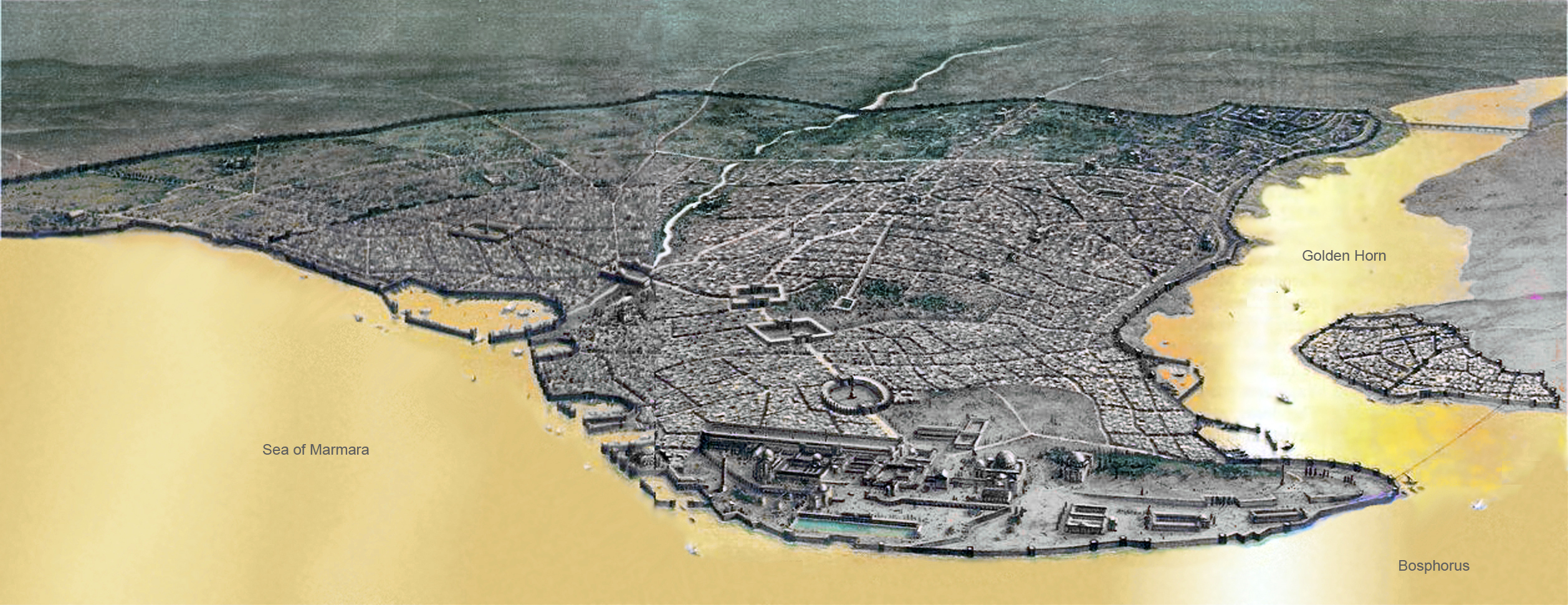
Constantinopolul perioadei bizantine târzii -reconstrucție

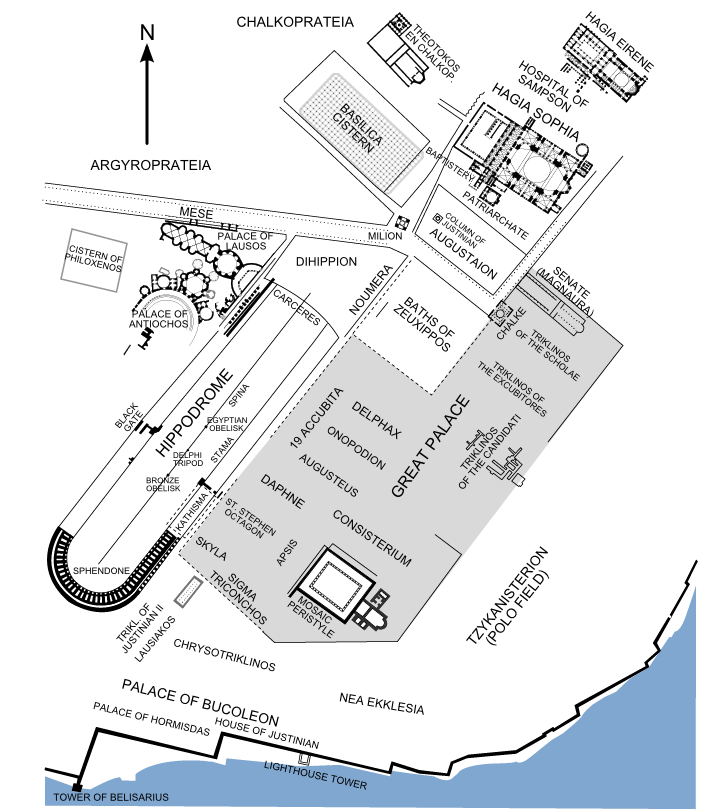
Rezidența imperială dintre Hipodrom și Sfânta Irina

Datorită creșterii importanței părții răsăritene a imperiului roman și a victoriei asupra ultimului rival Licinius, care a controlat imperiul roman de răsărit până în 324 Bizanțul este planificat din anul 326 de către împăratul roman Constantin cel Mare ca noua reședință imperială. Patru ani mai târziu este inaugurat în mod solem la 11 mai 330.

#### Constantinopolul în perioada bizantină medie
Pe timpul Imperiului Bizantin în Constantinopol s-au fondat o mulțime de mănăstiri și edificii: Catedrala Sfânta Sofia, Biserica Sfinții Apostoli, Hippodromul, Arcul lui Constantin, Palatul lui Iustinian, Palatul imperial din Blachernae etc. Orașul avea trei rânduri de ziduri: zidul vechi (din Antichitate), Zidul lui Constantin (construit de Constantin cel Mare) și Zidul Theodosian (construit de Teodosiu II).

### Imperiul Otoman

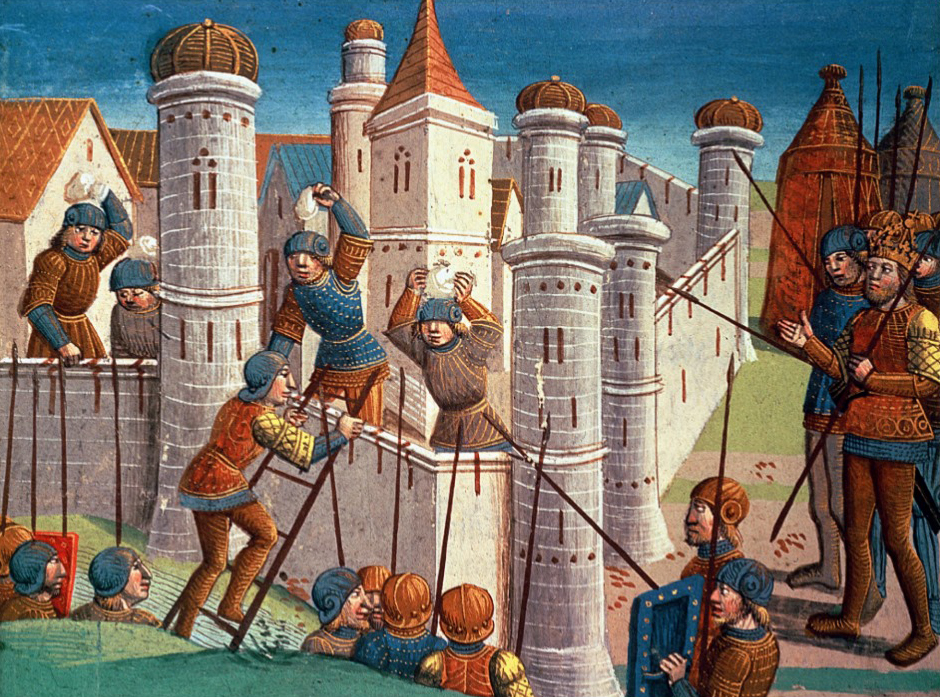
Asediul Constantinopolului (pictură cca. 1499)

Pe 29 mai 1453 Imperiul Otoman a cucerit Constantinopolul împreună cu întregul Imperiu Bizantin, devenind capitala Turciei. Otomanii își numeau orașul-capitală în mai multe feluri, inclusiv Constantinopol, Stambul, Istanbul, Der-i saadet etc. Istanbul a devenit nume oficial în 1930, provenind probabil dintr-o prescurtare a numelui Constantinopol, sau de la expresia grecească eis tin Polin ("înspre Oraș", unde Orașul este evident Constantinopolul). S. B. Dașkov în „Împărați bizantini” este de părere, la fel ca A. P. Kazhdan, în Oxford Dictionary of Byzantium, că Εις την Πόλιν este expresia care a fost coruptă de către turci, care încercau să o pronunțe ca „Istanbul”. Denumirea de Constantinopol nu mai este oficială din 1930, dar alături de denumirea „I Poli” (însemnând pur și simplu „Orașul”) ea continuă să fie folosită în mod curent în limba greacă.
Patriarhia Ecumenică de Constantinopol și patriarhul Constantinopolului, care conduce Biserica ortodoxă greacă poartă în continuare în denumirea sa vechiul nume al orașului.

## Monumente ale perioadei musulmane

### Moscheea Maslama

Poziția presupusă a moscheilor dinaintea perioadei otomane din Constantinopolul Evului Mediu. Primele moschei din Europa de Sud-Est.

După al doilea asediu al Constantinopolului din anii 717–718, conducătorul arab Maslama ibn Abd al-Malik a intervenit pe lângă împăratul bizantin Leon al II-lea pentru înființarea unei moschei pentru prizonierii de război și pentru negustorii musulmani din Constantinopol.

### Morminte și locuri de pelerinaj
Cartierul Vlaherne, Izvorul Tămăduirii
Filologul Ilie Gherghel, într-un studiu despre cuvantul "Vlach" a demonstrat că denumirea cartierului Blachernae (Vlaherne) din Constantinopol vine de la vlahi, care au avut o colonie lângă capitală, aproximativ în secolul al VI-lea

## Literatură
- Friedrich Schrader: Konstantinopel in Vergangenheit und Gegenwart. Mohr, Tübingen 1917.
- Fritz Krischen: Die Landmauer von Konstantinopel / T. 1. Zeichnerische Wiederherstellung mit begleitendem Text, De Gruyter, 1938
- John Freely, Hilary Sumner-Boyd: Istanbul. Ein Führer. 5. durchgesehene Auflage. Prestel, München 1994, ISBN 3-7913-0098-9.
- Wolfgang Müller-Wiener: Bildlexikon zur Topographie Istanbuls. Byzantion – Konstantinupolis – Istanbul bis zum Beginn des 17. Jahrhunderts. Wasmuth, Tübingen 1977, ISBN 3-8030-1022-5, (Standardwerk zu Stadtentwicklung und Bauten).
- Wolfgang Müller-Wiener: Die Häfen von Byzantion – Konstantinopolis – Istanbul. Wasmuth, Tübingen 1994, ISBN 3-8030-1042-X.
- Rudolf Grulich: Konstantinopel. Ein Reiseführer für Christen. Mit einem Geleitwort von Otto von Habsburg. Gerhard Hess Verlag, Ulm 1998, ISBN 3-87336-271-6, (Texte zum Ost-West-Dialog. 14).
- Stéphane Yerasimos: Constantinople. De Byzance à Istanbul. Place des Victoires, Paris 2000, ISBN 978-2-84459-015-2, ( Konstantinopel, Istanbuls historisches Erbe. Ediție specială în limba germană. Ullmann, Königswinter 2009, ISBN 978-3-8331-5585-7).
- Klaus Kreiser: Istanbul. Ein historisch-literarischer Stadtführer. Ediția a 2-a. Beck, München 2009, ISBN 978-3-406-59063-4. Cuprins
- Peter Schreiner: Konstantinopel. Geschichte und Archäologie. Beck, München 2007, ISBN 978-3-406-50864-6. (Beck'sche Reihe 2364. C. H. Beck Wissen).
- Roger Crowley: Constantinople. The last great siege, 1453. Faber, London, 2006, ISBN 978-0-571-22186-8, (Auch deutsch: Konstantinopel 1453. Die letzte Schlacht. Ediția a 2-a. Theiss Verlag 2009, ISBN 978-3-8062-2191-6).
- Klaus Kreiser: Geschichte Istanbuls. Von der Antike bis zur Gegenwart. C.H.Beck, München 2010 ISBN 978-3-406-58781-8.
- R. Janin, Constantinople byzantine, seconde édition, Paris, 1964.
- Gilbert Dagron, Naissance d'une capitale. Constantinople et ses institutions de 330 à 451 (Bibliothèque byzantine), Paris, Presses universitaires de France, 1974, 578 p.
- Cyril Mango, Le développement urbain de Constantinople, Paris, de Boccard, 1985, 72 p., 6 fig., 2 cartes.